# Hugo Gerlach
Hugo Ferdinand Gottlieb Gerlach, född 7 maj 1854 i Preussen, död 29 mars 1907 i Varberg, var en tysk–svensk industriman och ingenjör.

## Biografi
Gerlach invandrade från Preussen, i dag en del av Tyskland, och etablerade sig som industriman i Varberg. Han drev ett av de många bolag som utvann sten ur de klippor man ser längs Strandpromenaden, liksom i Hästhaga- och Subbeområdena. En stor del av stadens arbetsföra män var i slutet av 1800-talet sysselsatta med stenbrytning, då annan industri utvecklades sent i Varberg.
Gerlach blev en av stadens mäktigaste män och deltog med kraft i den kommunala verksamheten. Han var en föregångsman när det gällde elektrifiering av staden och startade på eget initiativ byggandet av vattentornet i Varberg i mitten av 1890-talet. Detta sedan en majoritet av stadsfullmäktige ansett befintliga gårdsbrunnar tillräckliga.
1896 tillhörde Hugo Gerlach initiativtagarna vid bildandet av Skandinaviska Textilfabriks AB, som kom att bli Varbergs första egentliga industrianläggning.
Det så kallade Gerlachska huset, industrimannens ståtliga byggnad i nordvästra hörnet av Västra Vallgatan/Bäckgatan revs 1977 efter en stundtals hetsig debatt. Dess oanvändbarhet i nutida sammanhang framfördes som argument av tillskyndarna.  
I det stora stenbrottet väster om Platsarna, där stenföretaget Kullgrens Enka hade sin verksamhet, har under senare år idrottsanläggningar skapats. Där finns sedan länge Simstadion och nu även tennis- och boulebanor liksom ett rekreationsområde med grillplats.
På initiativ av intresserade varbergsbor har informations- och minnesskyltar satts upp längs Strandpromenaden och Subbeleden, liksom på andra aktuella platser. 2006 utkom boken Hugo Gerlach och hans tid.

### Privatliv

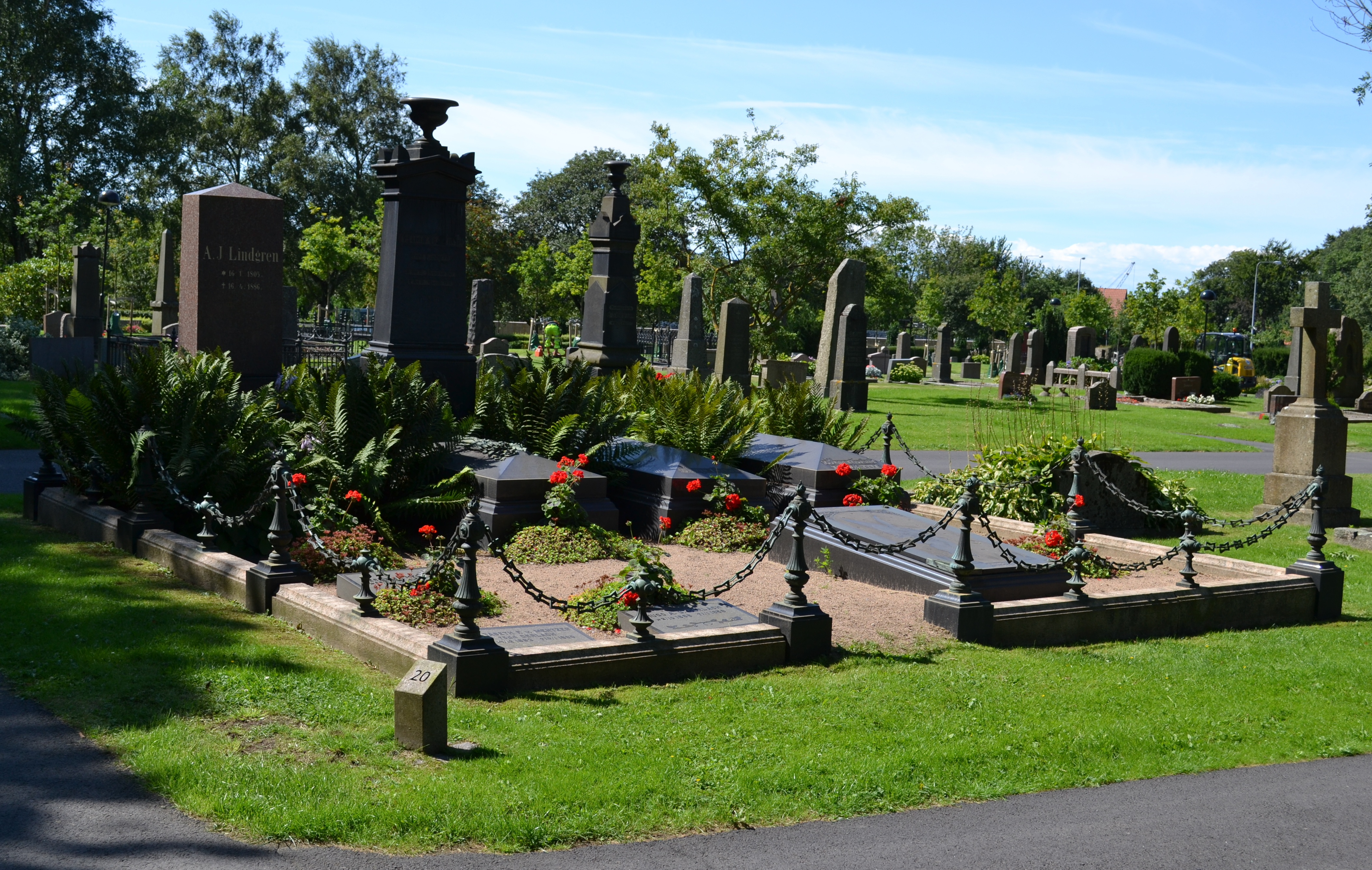
Hugo Gerlachs familjegrav på S:t Jörgens kyrkogård i Varberg.

Hugo Gerlach var far till Harry Gerlach, morfar till Elisabeth Gerlach och farbror till hennes man Günther Gerlach. Han avled vid en ålder av 53 år, och begravdes på S:t Jörgens kyrkogård i Varberg.